# Wietrieno
Wietrieno (ros. Ветрено) – wieś (ros. село, trb. sieło) w zachodniej Rosji, w sielsowiecie olgowskim rejonu korieniewskiego w obwodzie kurskim.

## Geografia
Miejscowość położona jest nad rzeką Kriepna, 3 km od centrum administracyjnego sielsowietu olgowskiego (Olgowka), 7,5 km od centrum administracyjnego rejonu (Korieniewo), 90,5 km od Kurska.

## Demografia
W 2010 r. miejscowość zamieszkiwało 116 osób.